# Omphalopappus newtonii
Omphalopappus es un género monotípico de plantas fanerógamas perteneciente a la familia de las asteráceas. Su única especie es Omphalopappus newtonii. Es originaria de Angola, donde fue recogida por primera vez en un lugar entre Mapunda y Tundavala, Lubango.

## Taxonomía
Omphalopappus newtonii fue descrita por Karl August Otto Hoffmann y publicado en Nat. Pflanzenfam. iv. 5 (1890) 234;